# Divertiment

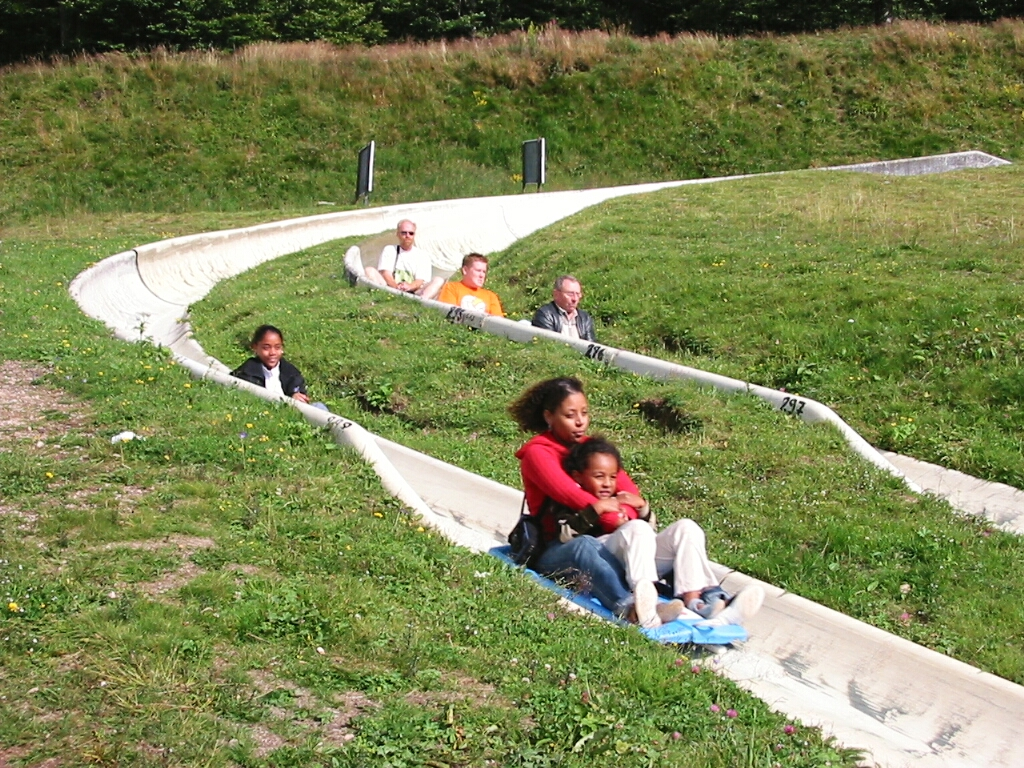
Gent participant en luge d'estiu com a forma de diversió als Vosges.

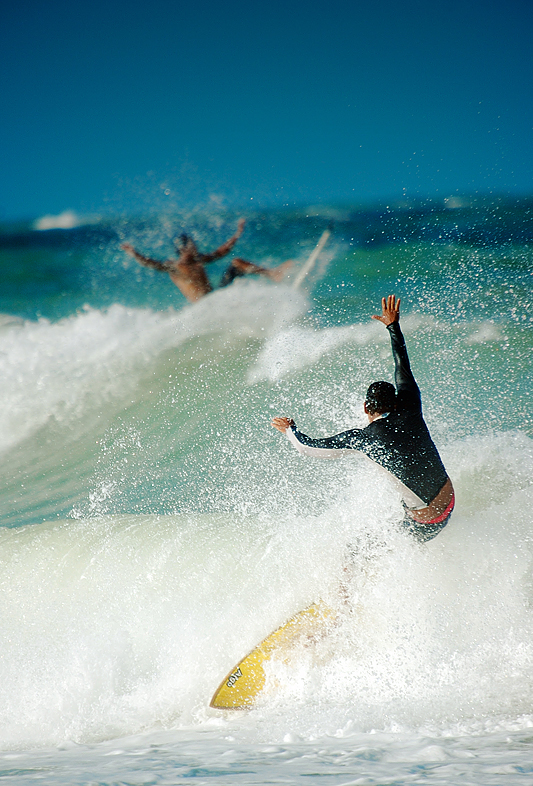
El surf és una activitat recreativa.

Un divertiment o activitat recreativa és una activitat que es fa en el temps de lleure amb la qual hom es diverteix. La necessitat de fer alguna cosa per esbarjo és un element essencial de la biologia i la psicologia humana.
La paraula divertiment prové etimològicament del llatí diversum. Una paraula amb un significat similar és activitat recreativa, que prové del terme llatí re (tornar a) i creare (crear).

## Marc conceptual
Els éssers humans empren el seu temps en activitats de la vida diària, treball, son, deures socials i lleure, sent aquest últim temps lliure de compromisos previs amb necessitats fisiològiques o socials, un prerequisit de l'oci. L'esbarjo ha augmentat amb l'increment de la longevitat i, per a molts, amb la disminució de les hores dedicades a la supervivència física i econòmica; no obstant això, d'altres sostenen que la pressió del temps ha augmentat per a la gent moderna, ja que estan compromesos amb massa feines. Altres factors que expliquen l'augment del paper de les activitats recreatives són la riquesa, les tendències demogràfiques i la creixent comercialització de les ofertes recreatives. Mentre que una percepció és que l'oci és només "temps lliure", temps no consumit per les necessitats de la vida, una altra sosté que l'oci és una força que permet als individus considerar i reflexionar sobre els valors i les realitats que es perden en les activitats de la vida diària, sent així un element essencial del desenvolupament personal i la civilització. Aquesta direcció de pensament s'ha estès fins i tot a l'opinió que el lleure és el propòsit del treball, i una recompensa en si mateix, i la "vida de lleure" reflecteix els valors i el caràcter d'una nació. L'oci es considera un dret humà en virtut de la Declaració Universal dels Drets Humans.

## Tipus d'activitats

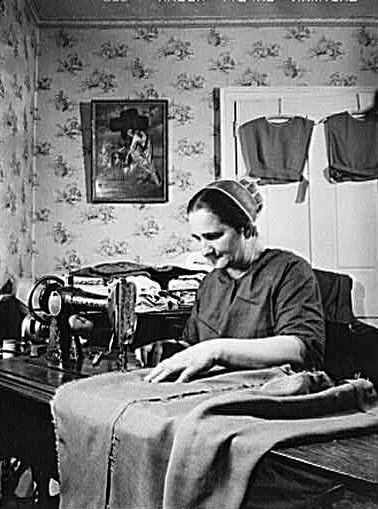
Modista menonita (1942)

Les activitats que es fan en el temps lliure son una part essencial de la vida humana i es concreten segons els interessos individuals, però també pel context de construcció social. Aquestes activitats poden ser comunitàries o solitàries, actives o passives, a l’aire lliure o a l’interior, saludables o nocives i útils per a la societat o perjudicials. Algunes activitats recreatives, com ara el joc, el consum de drogues recreatives o les activitats delictives, poden infringir les normes i lleis socials. No se'n pot fer una llista exhaustiva.

### Afició
Un conjunt important d’activitats recreatives són les aficions, activitats que es fan per plaer de manera regular. Es considera una afició una activitat habitual que es fa per gaudir, normalment durant el temps de lleure, no professionalment i no per cobrar. Els hobbies inclouen col·leccionar objectes i objectes temàtics, dedicar-se a activitats creatives i artístiques, practicar esports o altres diversions. Les aficions afavoreixen adquirir habilitats i coneixements substancials en aquesta àrea. Les aficions tendeixen a seguir les tendències de la societat, per exemple, la recollida de segells va ser popular durant els segles xix i xx, ja que els sistemes postals eren el principal mitjà de comunicació, mentre que els videojocs són més populars avui dia després dels avenços tecnològics. L’avanç de la producció i la tecnologia del segle xix van proporcionar als treballadors més disponibilitat en el temps lliure per dedicar-se a les aficions.

### Bricolatge
El bricolatge consisteix en la construcció, la modificació o reparació de coses sense l’ajut directe d’experts o professionals. La investigació acadèmica ha descrit el bricolatge com el comportament que «porta a comprar matèries primeres i peces per produir, transformar o reconstruir possessions materials, incloses les que provenen del medi natural, per exemple les relacionades amb el paisatgisme». La decisió de fer bricolatge es pren per diverses motivacions relacionades amb l'economia de mercat i millora de la identitat a través de l'artesania, l'empoderament, la cerca d'una comunitat, o singularitat. Podrien incloure manualitats que requereixen coneixements de treball qualificat. Els interessos típics de la cultura maker inclouen activitats orientades a l'enginyeria, com ara millores per a la llar, electrònica, robòtica, impressió 3D, i l’ús d'eines de control numèric per ordinador, així com activitats més tradicionals, com ara treballs de metall, fusteria i, principalment, les arts i oficis tradicionals. També comprèn el foment de la reutilització de llibres de cuina, receptes i programes de manualitats publicats en llocs web i publicacions orientades als fabricants.

### Jocs

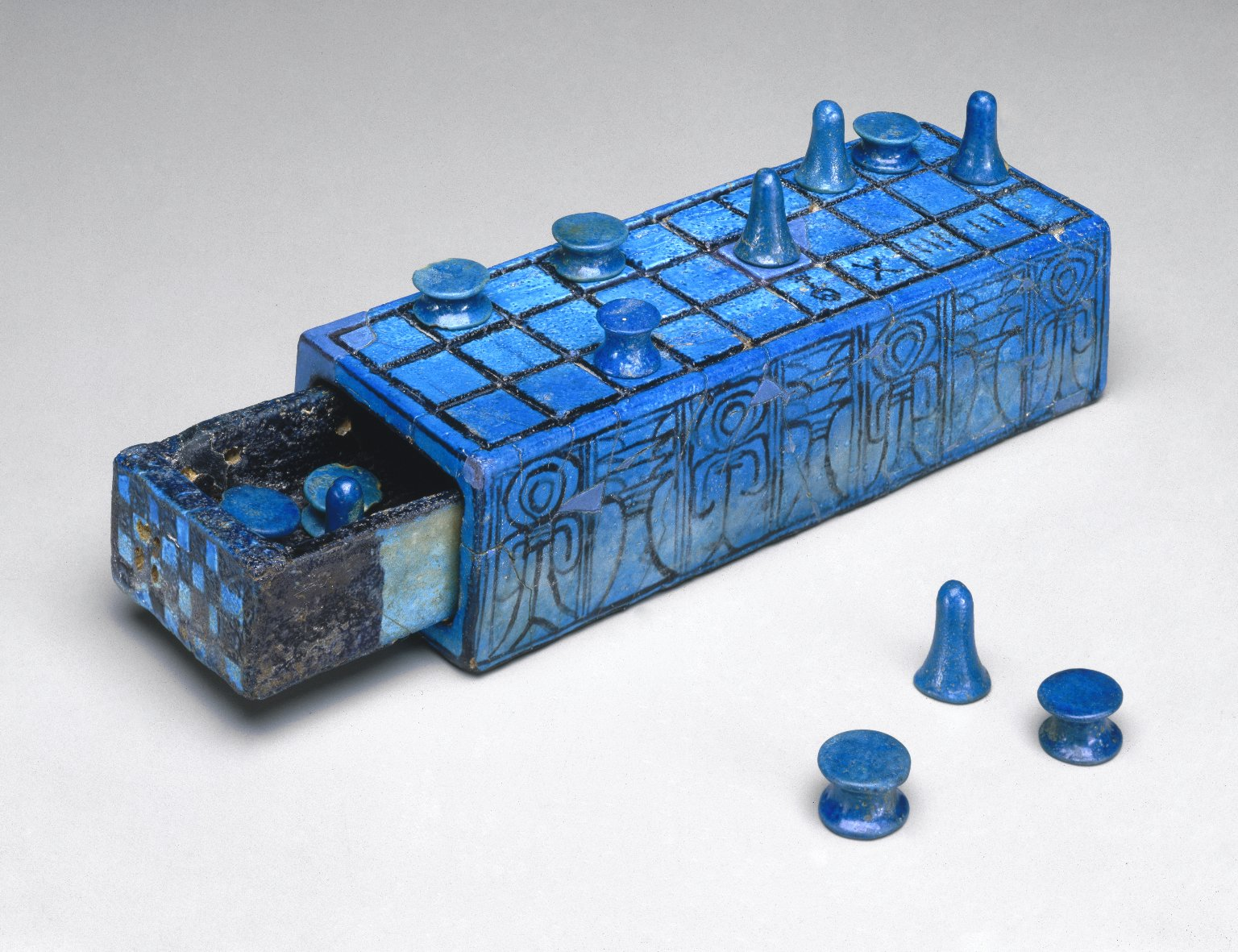
Tauler de joc de l'antic Egipte inscrit per Amenhotep III amb calaix lliscant separat, del 1390.

Qualsevol forma de joc estructurat es pot utilitzar per a la recreació, de vegades també per obtenir èxit o recompenses monetàries. Es juguen només per recreació, en equip o en línia; per aficionats. Els professionals poden jugar com a part del seu treball per entretenir el públic. Els jocs poden ser jocs de taula, trencaclosques, ordinadors o videojocs.

### Recreació a l'aire lliure

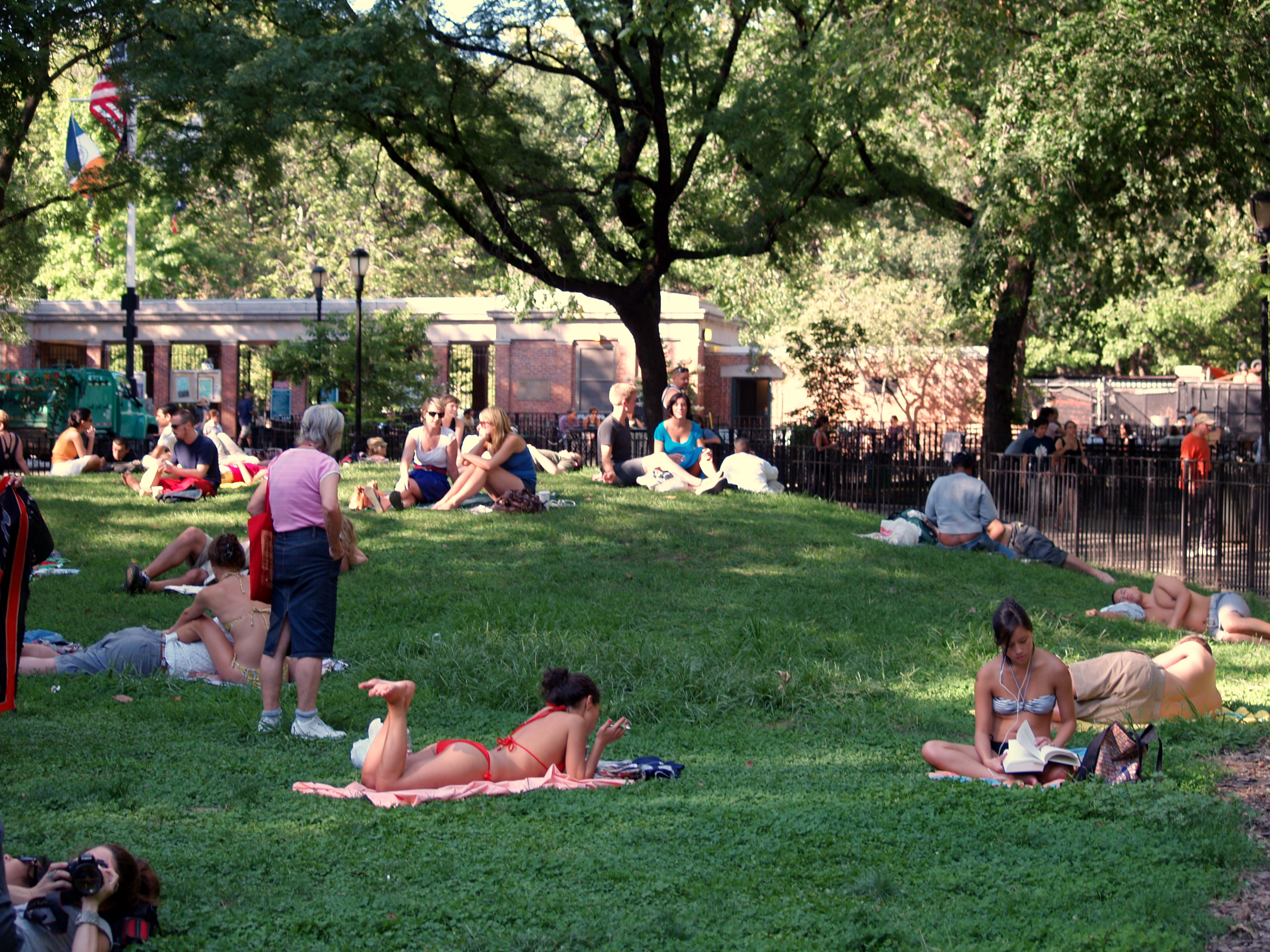
Un parc de la ciutat de Nova York on la gent pren el sol i es relaxa.

Esbarjo dedicat fora de casa, sovint en entorns naturals. Les activitats mateixes, com ara la pesca, la caça, caminar i l'equitació, depenen del seu context. Tot i que moltes d’aquestes activitats es poden classificar com a esports, no totes exigeixen que un participant sigui atleta. La competició en general és més relaxada en aquest context que no pas en esports individuals o en equips organitzats que persegueixen un trofeu.
Altres exemples tradicionals d’activitats recreatives a l’aire lliure inclouen senderisme, càmping, alpinisme, ciclisme, piragüisme, espeleologia, caiac, ràfting, escalada, cursa, vela, esquí, busseig i surf. A mesura que apareixen noves activitats, sovint híbrides d'altres anteriors, adquireixen les seves pròpies identitats, com ara el barranquisme.

### Dansa
La dansa participativa, ja sigui una dansa popular, una dansa social, una dansa de grup, com ara un line dance, o square dance, o una parella com és habitual en els balls de saló occidentals, es realitza principalment amb un propòsit comú, com ara l'entreteniment, la interacció social o l'exercici, dels participants. Les moltes formes de dansa ofereixen recreació a tots els grups d’edat i cultures.

### Composició musical
La música es compon i es realitza per a molts propòsits, que van des de fins recreatius, religiosos o cerimonials, o per a entreteniment. Quan la música només estava disponible a través de partitures, com ara a les èpoques clàssica i romàntica a Europa, els amants de la música compraven les partitures de les seves peces i cançons preferides per poder interpretar-les a casa amb els seus instruments.

## Arts visuals
Ebenisteria, fotografia, fer pel·lícules, joieria, projectes de programari com retoc fotogràfic i producció de música o vídeos, fabricació de polseres, projectes artístics com dibuix, pintura, creació de vestits, models a partir de cartolina o paper. Moltes es fan com un divertiment.

### Dibuix
El dibuix es remunta almenys a fa 16.000 anys en les representacions de coves paleolítiques d’animals com les de Lascaux a França i Altamira a Espanya. A l'antic Egipte, els dibuixos a tinta sobre papirs, que sovint representaven persones, s'utilitzaven com a models per pintar o esculturar. Els dibuixos sobre gerros grecs, inicialment geomètrics, es van desenvolupar posteriorment a la forma humana amb ceràmica de figures negres durant el segle VII aC.
Com que el paper es va fer habitual a Europa al segle xv, el dibuix va ser adoptat per mestres com Sandro Botticelli, Rafael, Miquel Àngel i Leonardo da Vinci, que de vegades tractaven el dibuix com un art per si mateix en lloc d’una etapa preparatòria per a la pintura o l'escultura.

### Literatura
L'escriptura pot incloure cartes, revistes i blocs de blogs. Als Estats Units, aproximadament la meitat dels adults llegeixen un o més llibres cada any per plaer. Al voltant d’un 5% llegeix més de 50 llibres a l’any.

### Pintura

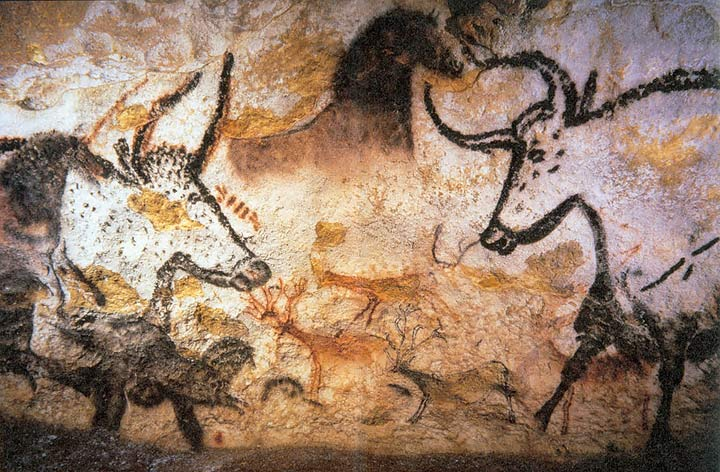
Representació d’aurocs, cavalls i cérvols a Lascaux

Igual que el dibuix, la pintura té els seus orígens documentats a les coves i a les parets rocoses. Els millors exemples, que alguns creuen que tenen 32.000 anys, es troben a les coves de Chauvet i Lascaux al sud de França. En tons vermells, marrons, grocs i negres, les pintures de les parets i els sostres són de bisons, bestiar, cavalls i cérvols. Es poden trobar pintures de figures humanes a les tombes de l’antic Egipte. Al gran temple de Ramsès II, Nefertari, la seva reina, és representada sent conduïda per Isis. Els models d’avions, vaixells, cotxes, tancs, artilleria i fins i tot figures de soldats i superherois són temes populars per construir, pintar i exhibir.

### Fotografia
Un fotògraf aficionat practica la fotografia com a afició i no per obtenir beneficis monetaris. La qualitat d'alguns treballs d'aficionats pot ser altament especialitzada o eclèctica en l'elecció dels temes. La fotografia amateur és sovint preeminent en temes fotogràfics que tenen poca perspectiva d’ús comercial o de recompensa. La fotografia amateur va créixer a finals del segle xix a causa de la popularització de la càmera de mà. Avui en dia s'ha estès àmpliament a través de les xarxes socials i es realitza a través de diferents plataformes i equips, inclòs l’ús de telèfons mòbils. Ara es poden fer fotografies clares amb un telèfon mòbil, una eina clau per fer la fotografia més accessible a tothom.

## Recreació organitzada

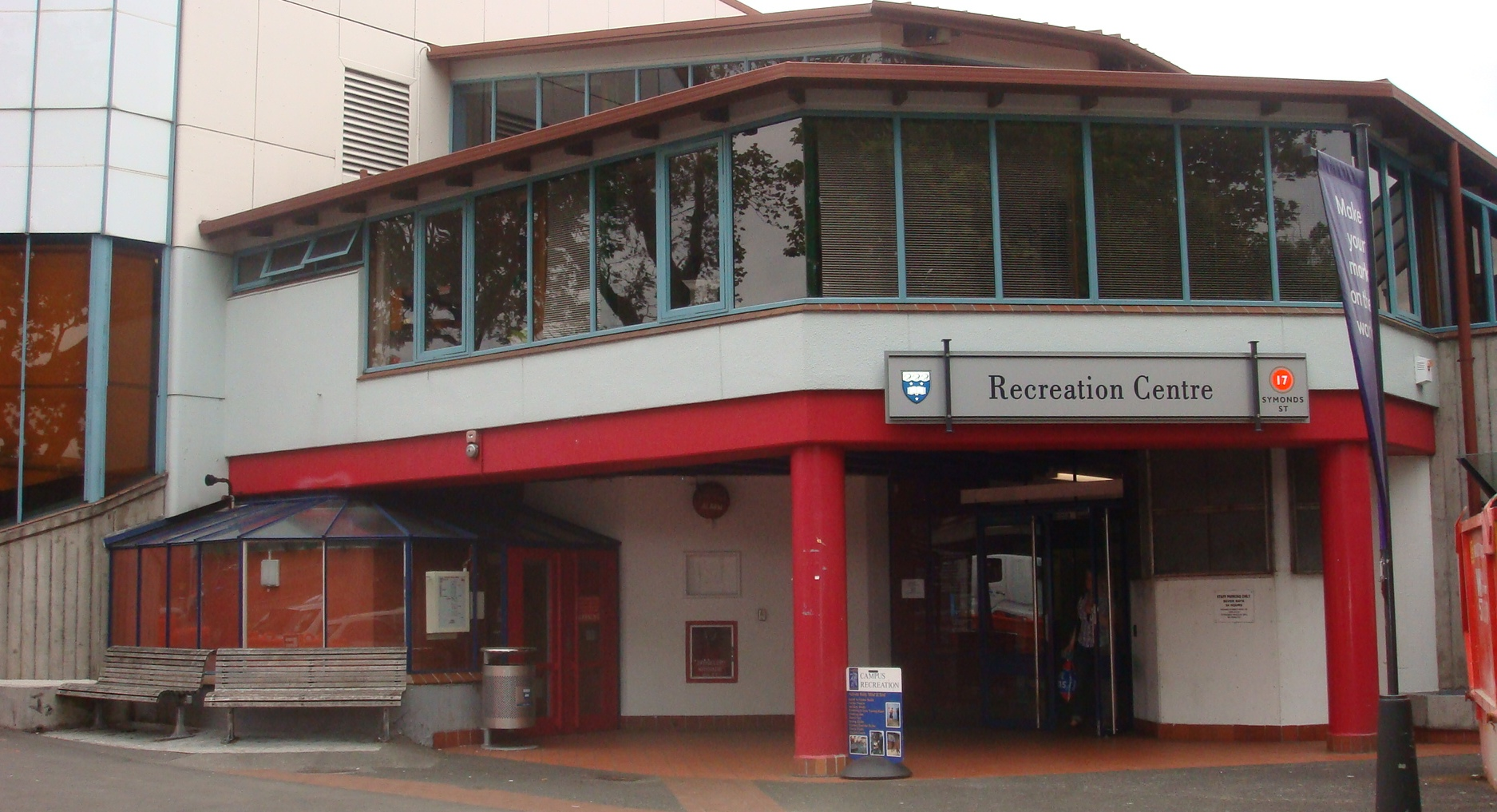
Centre Recreatiu de la Universitat d'Auckland

Moltes activitats recreatives s'organitzen, normalment per institucions públiques, agències de treball en grup voluntàries, grups privats recolzats per quotes de membres i empreses comercials. Exemples de cadascun d’aquests són el Servei del Parc Nacional, el YMCA, els Kiwanis i Port Aventura. L'espai públic com els parcs i les platges són llocs essencials per a moltes activitats recreatives i el turisme ha reconegut que molts visitants són atrets específicament per les ofertes recreatives. En particular, els passeigs marítims de la platja i del passeig marítim, com la platja de Venice Beach a Califòrnia, el passeig de la Croisette a Canes, el passeig dels anglesos a Niça són àrees recreatives importants per a la població de la ciutat d'una banda i de l'altra també destins turístics importants amb tots els avantatges i desavantatges per als locals.
Els negocis relacionats amb la recreació són un factor important en l'economia; s'ha estimat que només el sector de la recreació a l'aire lliure aporta 730 milions de dòlars anuals a l'economia nord-americana i genera 6,5 milions de llocs de treball.

### Centre d'esbarjo
Un centre recreatiu és un lloc per a activitats recreatives. La natació, bàsquet, aixecament de peses, voleibol i zones de jocs infantils són molt habituals.

### La recreació com a carrera
Es pot estudiar una activitat recreativa. Les institucions educatives ofereixen cursos que permeten obtenir el títol de Llicenciat en Arts en gestió recreativa.

### Comerç electrònic
Des de principis de la dècada de 2000, cada vegada hi ha més plataformes de reserva o venda d’entrades en línia per a activitats recreatives que van sorgir. Molts d’ells van aprofitar la creixent prevalença d’Internet, dispositius mòbils i pagaments electrònics per crear solucions integrals de reserves en línia.